# نشوة (مسلسل)
نشوة (بالإنجليزية: Euphoria)‏ هو مسلسل دراما أمريكي من كتابة سام ليفنزون لصالح قناة إتش بي أو،المسلسل مبني على مسلسل إسرائيلي يحمل نفس الأسم.
المسلسل من بطولة زيندايا،مود أباتاو،إيريك دين،أليكسا ديمي،جاكوب إيلوردي،باربي فيريرا،ستورم ريد،هانتر شيفر،ألجي سميث،سيدني سويني وكولمان دومينغو.
تم عرض المسلسل في 16 يونيو 2019.

## روابط خارجية
- الموقع الرسمي
- نشوة (مسلسل) على موقع IMDb (الإنجليزية)
- نشوة (مسلسل) على موقع ميتاكريتيك (الإنجليزية)
- نشوة (مسلسل) على موقع روتن توميتوز (الإنجليزية)
- نشوة (مسلسل) على موقع فيلمافينيتي (الإسبانية)
- نشوة (مسلسل) على موقع كينوبويسك (الروسية)
- نشوة (مسلسل) على موقع ألو سيني (الفرنسية)
- نشوة (مسلسل) على موقع قاعدة بيانات الفيلم (الإنجليزية)